# 朱家仁
朱　家仁 (しゅ かじん / 英語: Chu Chia-Jen, 1900年 - 1985年7月11日) は、中華民国の航空技術者、空軍技官。字は君一。最終階級は空軍少将。

## 略歴
1900年、湖南省漢寿県の農村にて生まれる。父親の朱熙（申甫）は日本陸軍士官学校に留学した新軍軍官で、革命後は北洋政府で陸軍第二師師長兼常道鎮守使を務め、蘇州に駐屯。朱家仁も蘇州で学び育った。
1920年、東呉大学附属高等中学校を卒業後渡米し、1926年、マサチューセッツ工科大学を卒業。シカゴの「シージ」（惜士、ヒューズ・エアクラフトの前身とされる）、デトロイトの「ウォアグス」（沃阿格西）、カンザスのアメリカン・イーグル・エアクラフトなどの航空機メーカーで経験を積んだ。1928年に帰国し、上海虹橋飛行場付近にある軍政部航空署隷下の上海航空工廠（廠長：銭昌祚→王承黻→沈徳燮）に空軍技官として勤務し、上尉技士、少校技正。同年、饒国璋らがコードロン C.59をベースとして開発した「成功第1号」に関わった。
1930年春、朱家仁は国産飛行機の製作案を提出。陳調元の支持を受け、2万元の経費と南京航空署の許可を得て製作に取り掛かった。同年11月26日、軍政部航空工廠技正。1933年7月18日、軍政部航空署経理処科長。
1936年2月、複葉機「蘇州号」を製作。5月18日に試験飛行に成功。
1937年（民國二十六年）1月4日、空軍三等機械正（少佐相当）。同年、洛陽の第三飛機修理工廠廠長。同工廠は中央航空学校洛陽分校の飛行機を担当しており、当初は設備も人員も不十分で毎月2,3機を修理できるに過ぎなかったが、拡充して十分な修理能力を持てるようになった。1938年5月、湖北省の第六飛機修理工廠廠長。同地で第5中隊、第12中隊の搭乗員と開封など河南省駐屯の地上勤務人員がソ連より受領した機体の慣熟訓練を行った。8月より四川省の宜賓、梁山に修理拠点の疎開を始め、10月に漢口より完全撤退。宜昌を経て宜賓および楊湾に拠点を移し、1939年4月までに復興を完了させるも、同月に第六飛機修理工廠は廃止される。7月、航空委員会機械処処長に就任。
1942年4月、昆明の空軍第一飛機製造廠廠長。前任者の周徳鴻が複葉軽飛行機「復興号」を試作したことで航空機の製作ノウハウが身に付いていたため、AT-6の生産に乗り出し、また全廠大会を開催して技術者を動員し、I-15の製造も実施した。エンジンは貴州省の大定・鳥鴉洞の大定航空発動機廠でG510B星型エンジンが製造された。やがて1943年夏、滇西戦線の激化により貴陽・開陽県の朝陽洞にて貴陽分廠を設立。技工訓練班3期生の教育を同地で行った。また、ホーク 75をベースに国産機X-P0「駆零号」の開発に関わる。
1944年、ヘリコプターの製作を計画し、部下3名を助手に選抜して極秘に製作に乗り出した。1945年秋、“ハチドリ式甲型単座ヘリコプター”（蜂鸟式甲型单座直升机）を完成させるも、回転翼の強度不足により失敗。
1946年、第一飛機製造廠は原地・昆明に移転。1948年7月に“ハチドリ式乙型”ヘリコプターの開発に成功。同年9月、台湾・台中の空軍第三飛機製造廠の廠長を務め、輸送機の生産を命じられた。
やがて朱家仁はCJC-3縦列双回転翼ヘリコプター、通称“飛行バナナ”（飛行香蕉）の開発に成功した。1956年3月9日試験飛行。しかし、国防部より研究期限満了による予算打ち切りで以降の国産ヘリコプター開発は中止された。
同年、空軍技術局航空機製造総廠廠長に就任、少将。
1962年12月31日、退役。1965年に渡米して自費で航空工業を学び、帰国後は台中でエアバッグ開発を行った。1980年にアメリカに移住し、1985年7月11日に同地で逝去した。